# Constança Urbano de Sousa
Maria Constança Dias Urbano de Sousa (Coimbra, 1 de abril de 1967) é uma professora universitária e política portuguesa.

## Biografia
Constança Urbano de Sousa nasceu em Coimbra, a 1 de abril de 1967, e é filha do ex-Provedor de Justiça Alfredo José de Sousa.
Obteve a sua licenciatura em Direito, pela Faculdade de Direito da Universidade de Coimbra, em 1991, e o doutoramento em Direito Europeu, pela Faculdade de Direito da Universidade do Sarre, Alemanha, em 1997.

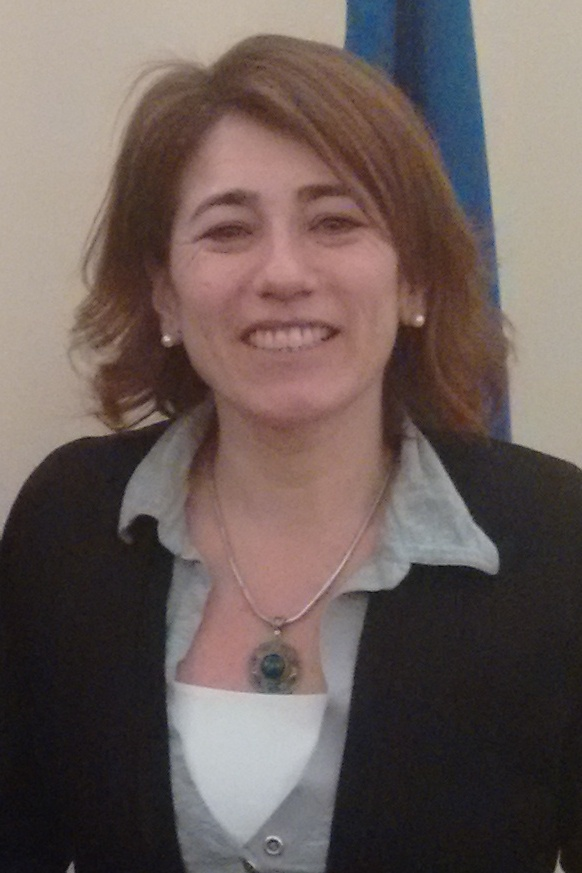
Constança Urbano de Sousa.

Desde 1998 é professora de Direito da Universidade Autónoma de Lisboa e do Instituto Superior de Ciências Policiais e Segurança Interna. De 2012 a 2016 foi Diretora do Departamento de Direito da Universidade Autónoma de Lisboa e coordenadora do doutoramento em Direito. Desde 2000 é também professora do curso de Direito Europeu de Asilo e Imigração da Universidade Livre de Bruxelas.
Foi professora associada convidada da Faculdade de Direito da Universidade Nova de Lisboa de 2004 a 2006, instituição onde regeu a unidade curricular de Direito da Igualdade Social – Direito dos Estrangeiros.
Entre 2005 e 2006, foi assessora jurídica do ministro de Estado e da Administração Interna do XVII Governo Constitucional, António Costa.
De 2006 a 2012 foi conselheira e coordenadora da Unidade Justiça e Assuntos Internos (JAI) da Representação Permanente de Portugal junto da União Europeia (REPER). Durante seis anos chefiou a delegação portuguesa ao Comité Estratégico Imigração, Fronteiras e Asilo (CEIFA) da União Europeia e foi membro da delegação portuguesa do CATS, COSI (Comité Permanente de Segurança Interna) e Grupo de Trabalho de Alto Nível sobre Asilo e Migração, entre outras estruturas do Conselho da UE. Durante o segundo semestre de 2007, durante a Presidência Portuguesa do Conselho presidiu ao CEIFA e a reuniões de Conselheiros JAI, dirigindo negociações sobre vários dossiers no seio Conselho e com a Comissão e o Parlamento Europeu, como a Diretiva de Retorno, o regulamento Código de Vistos, as Parcerias para a Mobilidade, os acordos de facilitação de vistos com os países dos Balcãs Ocidentais e a Ucrânia, entre outros. Entre 2012 e 2015 foi igualmente consultora jurídica do Conselho de Administração da Fundação Calouste Gulbenkian. É, desde 2014, advogada inscrita na Ordem dos Advogados (com inscrição suspensa).
Em 2015, foi eleita deputada à Assembleia da República nas listas do Partido Socialista, pelo círculo do Porto. Suspendeu o mandato de deputada e exerceu o cargo de ministra da Administração Interna no XXI Governo Constitucional, entre 26 de novembro de 2015 e 18 de outubro de 2017, data em que apresentou a sua demissão devido aos incêndios que, em Junho e Outubro desse ano, causaram uma centena de mortes em Portugal. Entre estes, o mais fatídico foi o incêndio florestal de Pedrógão Grande. Entre 2017 e 2019, retomou o mandato de deputada à Assembleia da República na XIII legislatura, onde foi membro efetivo da Comissão de Assuntos Europeus e da Comissão de Inquérito à gestão da Caixa Geral de Depósitos. Em 2019, foi novamente eleita deputada à Assembleia da República nas listas do Partido Socialista, pelo círculo do Porto, para a XIV legislatura (2019-2022), onde foi vice-presidente da bancada parlamentar do PS e membro efetivo da Comissão de Assuntos Europeus e da Comissão da Transparência e Estatuto dos Deputados.
Em 2022, foi eleita pela Assembleia da República presidente do Conselho de Fiscalização do Sistema de Informações da República Portuguesa, por indicação do PS.